# خربة أم الطليان (معان)
خربة أم الطليان منطقة سكنية تقع في لواء البتراء، محافظة معان في الأردن. تنتمي المنطقة لقضاء البتراء الذي يضم 12 منطقة. يقدر عدد سكانها بـ 44 نسمة حسب إحصاء 2015.

## الوصلات الخارجية
- دائرة الاحصاءات العامة